# Jeon Hae-seop
Jeon Hae-seop – (kor.전 해섭; ur. 15 lutego 1952) – południowokoreański zapaśnik w stylu wolnym. Brązowy medalista olimpijski z Montrealu 1976 w kategorii 52 kg.